# Touched by the Crimson King
Touched by the Crimson King – druga płyta zespołu metalowego Demons & Wizards.

## Lista utworów
1. "Crimson King" – 5:47
2. "Beneath These Waves" – 5:12
3. "Terror Train" – 4:46
4. "Seize the Day" – 5:22
5. "The Gunslinger" – 5:15
6. "Love's Tragedy Asunder" – 5:28
7. "Wicked Witch" – 3:32
8. "Dorian" – 6:36
9. "Down Where I Am" – 4:54
10. "Immigrant Song (cover Led Zeppelin)" – 2:28